# Henrik Ajax

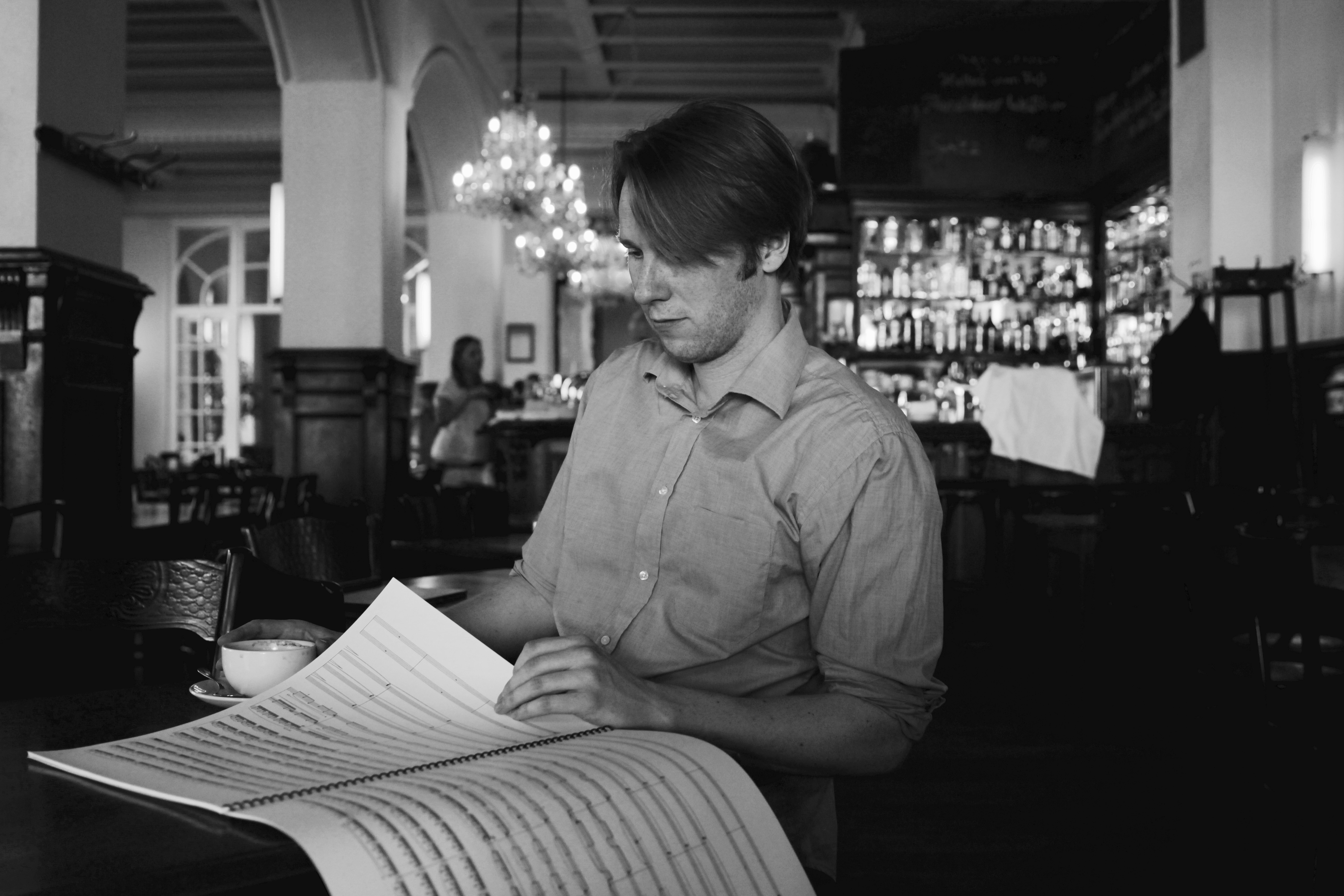
Henrik Ajax (2017)

Henrik Ajax (* 15. Oktober 1980 in Skedevi, Schweden) ist ein in Deutschland lebender schwedischer Komponist.

## Leben
Ajax studierte Klavier an der École Normale de Musique, Komposition und Musiktheorie an der Musikhochschule in Würzburg bei Heinz Winbeck und Ariane Jeßulat sowie in München bei Jan Müller-Wieland. Ajax lebt in München, wo er neben seiner freiberuflichen Tätigkeit als Komponist an der Hochschule für Musik und Theater Instrumentation und Musiktheorie lehrt. Er schrieb zahlreiche Werke für Orchester, Ensemble, Chor, Soloinstrumente und Live-Elektronik.
Neben seinem eigenen Schaffen wird seine künstlerische Tätigkeit von gelegentlichen spartenübergreifenden Zusammenarbeiten geprägt. Beispielsweise arbeitet er als Arrangeur und als Pianist mit mehreren Jazz- und Rockbands in Deutschland und in Amerika. Für den Kinofilm Luft sowie zum experimentellen Kurzfilm Der Wanderer vom Regisseur Anatol Schuster komponierte er die Musik.

## Werke (Auswahl)

### Orchester
- De Profundis – 2009/10
- Ondulations – 2013
- … wer hat das in den Sternen gesehen? – 2017

### Ensemble
- Necessary Obsession – 2008
- Whispers and Screams – 2010
- Klavierquintett – 2011
- Vertigo – 2011
- Phantasien – 2012
- Trio – 2013
- Inner Dances 2013/14
- Streichsextett – 2014
- ninety nine and one half days - 2019
- My room is full of dreams - 2022
- Stille - 2022
- innen, Sonne - eine Fantasie - 2023

### Vokal
- ich schlief, aber mein Herz... (Chor mit Orgel) – 2010
- Lux Aeterna  (Chor a cappella) - 2016/17
- Rhythmusstörung (Liederzyklus) - 2018
- Das Karussell (Sopran und Ensemble) - 2023

### Solo
- Antiodromea (Akkordeon) – 2007
- Drei Szenen für Klavier – 2009
- Nachtstück (Klavier) – 2013
- Schattengrenzen (Klavier) – 2013
- Trialog (Klavier) – 2014/15
- Nexus (Klavier) – 2016
- Diminuendo (Präpariertes Klavier) - 2021
- Tiny Robots (Violine, Klavier und Live-Elektronik, 1 Spielerin)  2023

## Auszeichnungen
- 2012–2013 Stipendium für einen Aufenthalt an der Cité des Art in Paris.[6]
- 2017 Stipendium für Musik der Stadt München[7]
- 2018 Bayerischer Kunstförderpreis in der Sparte Musik und Tanz